# Dialeurodes kirkaldyi
Dialeurodes kirkaldyi är en insektsart som först beskrevs av Kotinsky 1907.  Dialeurodes kirkaldyi ingår i släktet Dialeurodes och familjen mjöllöss. Inga underarter finns listade i Catalogue of Life.